# Сказбуш, Николай Иосифович
Николай Ска́збуш (настоящее имя Николай Иосифович Акулов; 30 ноября 1903, Харьков — 25 мая 1989, там же) — русский писатель, жил на Украине.

## Биография
Родился в семье инженера. Обучался в Харьковском институте народного образования. Печатался с 1922 года. Писал (особенно сначала) для детей и подростков: «Повесть про Петьку Рубана» (1934), «Седьмой урок, или выкрадення саламандры» (1961), «Льошка Жилов» (1961). Его «взрослые» произведения посвящены революционным событиям: повесть «Семья Бережных» (1949), роман «Рабочий народ» (1955), полудетективная повесть про 1905 год «Судья» (1962). Роман «Золотой перстень» (1965) трактует про моральную ответственность научных работников за их открытия.
Также выступал из статьями в журнале «Кино», был соавтором сценария детского фильма «Сенька с „Мимозы“» (1933). Награждён медалями, Почетной грамотой Президии Верховного Совета Украины.
Был членом Союза Писателей Украины.